# 복지국가소사이어티
복지국가소사이어티는 2007년 7월에 창립된 대한민국의 시민 단체로, 이상이, 이상구, 이래경, 문진영, 최병모를 공동대표로 활동하고 있다. 

인간의 존엄, 사회적 연대, 사회정의가 최대한 실현되는 행복한 복지국가를 추구한다.

## 출판/편집물
- 복지국가가 내게 좋은 19가지
- 내 아이가 살아갈 행복한 사회
- 역동적 복지국가의 길[깨진 링크(과거 내용 찾기)]
- 이상이, 복지국가의 길을 열다[깨진 링크(과거 내용 찾기)]
- 복지국가 정치동맹[깨진 링크(과거 내용 찾기)]
- 신자유주의를 넘어, 역동적 복지국가로[깨진 링크(과거 내용 찾기)]
- G20을 넘어 새로운 금융을 상상하다[깨진 링크(과거 내용 찾기)]
- 의료민영화논쟁과 한국의료의 미래[깨진 링크(과거 내용 찾기)]
- 복지국가 혁명[깨진 링크(과거 내용 찾기)]
- 역동적 복지국가의 논리와 전략[깨진 링크(과거 내용 찾기)]
- 대한민국, 복지국가를 부탁해[깨진 링크(과거 내용 찾기)]
- 복지국가 스웨덴 사람들[깨진 링크(과거 내용 찾기)]
- 불량사회와 그 적들
- 시민을 위한 의료급여 건강보험 이용안내[깨진 링크(과거 내용 찾기)]
- 한국사회와 좌파의 재정립[깨진 링크(과거 내용 찾기)]
- 추적, 한국건강불평등